# بيت زليل (حفاش)

تعديل مصدري - تعديل

بيت زليل هي إحدى قرى عزلة بني مأمون بمديرية حفاش التابعة لمحافظة المحويت، بلغ تعداد سكانها 209 نسمة حسب تعداد اليمن لعام 2004.